# تاهوکا (تگزاس)
تاهوکا، تگزاس(به انگلیسی: Tahoka, Texas) شهری در ایالت تگزاس از ایالات جنوبی ایالات متحده آمریکا است. در سرشماری سال ۲۰۰۰، جمعیت این شهر ۲۹۱۰ نفر اعلام شد.